# Acontia dacia
Acontia dacia là một loài bướm đêm trong họ Noctuidae.